# Анисимов, Сергей Иванович
Серге́й Ива́нович Ани́симов (11 декабря 1934 — 15 октября 2019) — советский и российский физик, специалист в области физики сплошных сред, теории конденсированного состояния вещества, физической кинетики, лауреат премии имени А. Г. Столетова (2011).

## Биография
Окончил Ленинградский политехнический институт в 1958 году.
Работал в Минске в Институте физики Академии наук БССР. С 1965 года — в Институте теоретической физики АН СССР руководителем сектора физической гидродинамики и плазмы.

## Научная деятельность
Автор основополагающих результатов в физике плазмы, гидродинамике, физике твердого тела, физике низких температур.
Выполнил пионерские работы по твердому водороду, где удалось из первых принципов получить уравнение состояния молекулярной фазы (вплоть до мегабарных давлений), которое впоследствии было подтверждено экспериментально. Совместно с И. Е. Дзялошинским в 1972 г. открыл новый тип топологических дефектов в нематиках.
Главное направление исследований — работы по взаимодействию мощного лазерного излучения с веществом, в том числе для задач инерционного термоядерного синтеза. Создал модель квазистационарной лазерной абляции металлов, используемую при разработке различных лазерных технологических процессов. Выполнил цикл работ по гидродинамике и кинетике термоядерного горения микромишеней, в которых были найдены точные критерии однородного и искрового зажигания, обнаружено важное явление повторного схлопывания мишеней, установлены оптимальные соотношения между концентрациями компонент термоядерного топлива.
Был одним из инициаторов проведения крупномасштабного численного моделирования (первого в мире) коллапса ленгмюровских волн — основного механизма генерации электронов высокой энергии в термоядерных мишенях. Результаты по взаимодействию лазерного излучения с веществом стали основой его (в соавторстве с Я. А. Имасом, Г. С. Романовым и Ю. В. Ходыко) книги «Действие излучения большой мощности на металлы», изданной в 1970 г. — первой в мире монографии на эту тему (переведена в США).
Всестороннее исследование явления многоквантового фотоэффекта в металлах под действием интенсивного лазерного излучения, теория оптического пробоя диэлектриков, инициированного поглощением на микровключениях, являются его фундаментальным вкладом в физику нестационарных процессов при высоких плотностях энергии. Разработал теорию глубокого плавления металлов под действием мощного излучения (например, СО-лазера), а также двухтемпературную модель взаимодействия ультракоротких лазерных импульсов с металлами, получившую в широкую известность, особенно с появлением фемтосекундных лазеров.
Получил пионерские результаты по абляции полимеров под действием излучения эксимерных лазеров. Детально разработал фотофизический, фотохимический и тепловой механизмы абляции, что дало возможность объяснить большую совокупность экспериментальных данных. Предсказал неустойчивость лазерной сублимации и исследовал её тепловой механизм. Позже было выяснено, что под действием лазерного излучения на вещество возникает множество разнообразных неустойчивостей. Ему принадлежит оригинальная теория высокотемпературного испарения, учитывающая коллективный характер колебаний поверхности испаряемого вещества.
Участвовал в проектировании и разработке систем защиты космических зондов «Вега-1» и «Вега-2» от космической пыли (Гос. премия СССР 1986 г.).
Член Комиссии международного союза чистой и прикладной физики (IUPAP), член Исполкома международного союза по физике и технике высоких давлений (AIRAPT).
Создал научную школу в области физической гидродинамики и физики высоких плотностей энергии, которая занимает одно из ведущих мест в мире. Профессор Московского физико-технического института, научный руководитель Лаборатории нелинейной оптики МФТИ.
Похоронен на Макаровском кладбище в с. Макарово городского округа Черноголовка Московской области.

## Награды
- Орден «Знак Почёта» (1975)
- Медаль ордена «За заслуги перед Отечеством» II степени (1999)[4]
- Государственная премия СССР в области техники (в составе группы, за 1986 год) — за создание научного комплекса проекта «Вега» для исследований кометы Галлея
- Премия имени А. Г. Столетова (совместнос с В. Е. Фортовым, М. Б. Агрантом, за 2011 год) — за цикл работ «Физика взаимодействия сверхкоротких лазерных импульсов с конденсированным веществом»
- Премия Гумбольдта (1993)